# البطولة الوطنية المجرية 1926–27
البطولة الوطنية المجرية 1926–27 (بالمجرية: 1926–1927-es magyar labdarúgó-bajnokság)‏ هو الموسم 24 من  البطولة الوطنية المجرية. أشرف على تنظيمه اتحاد المجر لكرة القدم، وكان عدد الأندية المشاركة فيه  10، وفاز فيه نادي فيرينتسفاروشي.